# Orden y progreso

El lema Ordem e Progresso ("Orden y progreso") en la bandera de Brasil está inspirado en el lema del positivismo de Auguste Comte: L'amour pour principe et l'ordre pour base; le progrès pour but ("Amor como principio y orden como base; Progreso como meta").

Orden y progreso (en portugués: Ordem e progresso) es un término que proviene de una frase de Auguste Comte, exponente de la ideología y filosofía del positivismo: «L'amour pour principe et l'ordre pour base; le progrès pour but» —«El amor por principio, el orden por base, el progreso por fin», en francés—. También figura en la bandera de Brasil. Porfirio Díaz, presidente de México por más de treinta años, utilizó esta frase como un lema durante su mandato. La idea de progreso era un tópico cultural del siglo XIX.
La interpretación dominante de los términos entendía el progreso como crecimiento económico y modernización, y el orden como la fijación de las condiciones de tranquilidad en las cuales debía encontrarse el pueblo para permitir la proyección del progreso sin pausa.